# SpiderOak
SpiderOak — программное обеспечение, разработанное компанией SpiderOak Inc., которое предназначено для резервного копирования пользовательских данных и их дальнейшего хранения в облаке. Также SpiderOak позволяет пользователям синхронизировать данные между компьютерами и делиться ими с другими пользователями в Интернете.
На данный момент SpiderOak поддерживает устройства под управлением операционных систем Microsoft Windows, Mac OS X, и Linux.
Информация передается на сервер только в зашифрованном виде, а пароль не передается никогда, кроме тех случаев, когда пользователь работает с веб-интерфейсом. Также имеется возможность синхронизации файлов и папок на нескольких устройствах одновременно и автоматического устранения дублирования файлов (дедупликация данных). SpiderOak использует многоуровневый подход к шифрованию, используя комбинацию 2048 бит RSA и 256-битное AES.
История изменения файлов ведётся по принципу дельта-кодирования, чтобы сэкономить место, занимаемое файлами. В истории изменения записывается только отличие одной версии файла от другой.

## Возможности[3]
- Экономия места в хранилище и времени выгрузки файлов за счёт дедупликации и внесения изменений в уже имеющиеся в хранилище файлы (вместо перезаписи файлов целиком).
- Настраиваемая мультиплатформенная синхронизация. DropBox для синхронизации создаёт специальную папку, в которую надо помещать все синхронизируемые файлы. SpiderOak может работать с любым каталогом.
- Сохранение всех хронологических версий файлов и удаленных файлов
- Совместное использование папок при помощи так называемых ShareRooms, на которые устанавливается пароль. Файлы, обновлённые на локальном компьютере, автоматически обновляются в хранилище. Пользователи извещаются об изменениях по RSS.
- Получение файлов с любого подключенного к Интернету устройства
- Полное шифрование данных по принципу «нулевого знания».
- Поддержка неограниченного количества устройств

## Получение дополнительного места
9 марта 2012 SpiderOak заявили о закрытии программы «50Gb за привлечённых друзей». Названные причины: рост цен на жесткие диски из-за наводнения в Таиланде, регистрация несуществующих пользователей, торговля аккаунтами на чёрном рынке. Теперь приглашения новых пользователей принесут не более 10 ГБ.
С недавнего времени в официальном блоге публикуются тесты, правильно ответив на которые можно получать дополнительно по 2Гб бесплатно за каждый тест.

## Плюсы программного обеспечения
- для взаимодействия с сервисом данные передаются в открытом виде (не шифруясь на своей стороне). Поэтому все данные не будут доступны для всеобщего обозрения в случае неполадок, что уже однажды случалось в некоторых альтернативных вариациях облачных технологий.
- На стороне клиента происходит полное шифрование всех данных.
- Никаких длительных регистраций (регистрация есть, но она сокращена до минимума и не подразумевает собой длительное заполнение различных форм).
- Сохраняет все версии файлов, которые есть, а также тех, что были удалены.
- Удобный интерфейс как для массивных стационарных компьютеров, так и для мобильных платформ.
- Утраченный пароль к зашифрованным данным невозможно восстановить. Эта особенность и плюс, и минус одновременно. С одной стороны – возможная утрата данных, с другой – усиленная защита.
- Если ваше устройство, каким бы оно не было, подключено к Интернету, то вы уже можете зайти на сервер с данными. Можно довольно гибко синхронизировать файлы меж разными платформами.
- В отличие от политики многих подобных ПП, SpiderOak акцентирует внимание на том, что его сотрудники не могут видеть даже имена файлов.
- SpiderOak делает большой уклон на свою "казуализацию", тем самым становится более простым и понятным для тех, кто перешёл на это ПП с другого, более громоздкого.
- Возможность офлайн-доступа к файлам, которые являются для вас избранными.
- Есть возможность включения двухэтапной аутентификации.